# Saint-Thierry
Saint-Thierry is een gemeente in het Franse departement Marne in de regio Grand Est en telt 572 inwoners (1999). De plaats maakt deel uit van het arrondissement Reims.
De gemeente draagt de naam van de heilige Theuderik van de Berg Hor uit de tijd der Merovingers. Deze stichtte er een klooster.

## Geografie
De oppervlakte van Saint-Thierry bedraagt 7,6 km², de bevolkingsdichtheid is 75,3 inwoners per km².
De onderstaande kaart toont de ligging van Saint-Thierry met de belangrijkste infrastructuur en aangrenzende gemeenten.

## Demografie
Onderstaande figuur toont het verloop van het inwonertal.